# 逢初夢子
逢初 夢子（あいぞめ ゆめこ、1915年12月25日 - 没年不詳）は、日本の元女優。本名は遊佐 八千代（旧姓：横山）。愛称・おゆめ。

## 来歴
1915年（大正4年）12月25日、福島県耶麻郡猪苗代町に生まれる。
逢初が生後半年の時に公務員で父の横山次郎を亡くし、10歳の時には母のひで子も死去した。逢初は両親を失い、家財もすべて伯父に委ねて兄と共に上京し、浅草区栄久町精華尋常小学校に入学する。精美高等女学校を中退後の1930年7月、14歳で東京松竹楽劇部（のちの松竹歌劇団）に入団。「メリー・ゴーランド」で初舞台を踏み、この舞台で演じた海賊役で絶賛を浴びた。1932年2月1日、当時の所長である城戸四郎に、新時代の女性映画のホープとして松竹蒲田に迎えられ、菊池寛原作、成瀬巳喜男監督の『蝕める春』で同じ松竹歌劇団で活躍していた後輩の水久保澄子と共に銀幕デビューを果たした。水久保が先に人気女優となるが、逢初はデビュー2年後の島津保次郎監督作品の『隣の八重ちゃん』に主演し、一躍人気女優となる。逢初はモダン派のホープとして多くの作品に主演し、モダン派のなかでは他を断然引き放すほどの存在であった。1934年9月、協同映画社に移籍。
1935年、重宗務が独立プロダクションの東京発声映画製作所を設立するにあたり、逢初にも転機が訪れた。逢初はこの独立プロ創立に参加しないかと誘いを受け、松竹蒲田で腐っていた豊田四郎や名シナリオ作家として名高い八田尚之と共に設立に参加。積極的に活動し、『乾杯!学生諸君』(1935年)を皮切りに、数々の作品に出演。1938年には林芙美子原作の『泣蟲小僧』、真船豊原作の『太陽の子』といった秀作に主演し、逢初の全盛時代を築くことになった。
フリーとなった後も逢初は活躍を続け、1942年、ベルリンオリンピック金メダリストの遊佐正憲と入籍した。娘に女優の遊佐ナオ子がいる。
戦後も活躍し、1947年に没落していく華族の一家の姿を描いた傑作『安城家の舞踏会』で、原節子、森雅之の姉役でも気の強い女性を好演している。
1955年に映画界を引退したが、1965年、再び松竹映画の『霧の旗』に出演した。趣味は読書と散歩で、嗜好はコーヒー。
1985年には『隣の八重ちゃん』で共演した高杉早苗と共に伊藤つかさからインタビューを受けている。
2002年発行の『日本映画スチール集　新興キネマモダニズム篇』（立花忠男著・ワイズ出版）に資料提供したのを最後にその後の消息は不明である。

## 主な出演作品
松竹蒲田時代

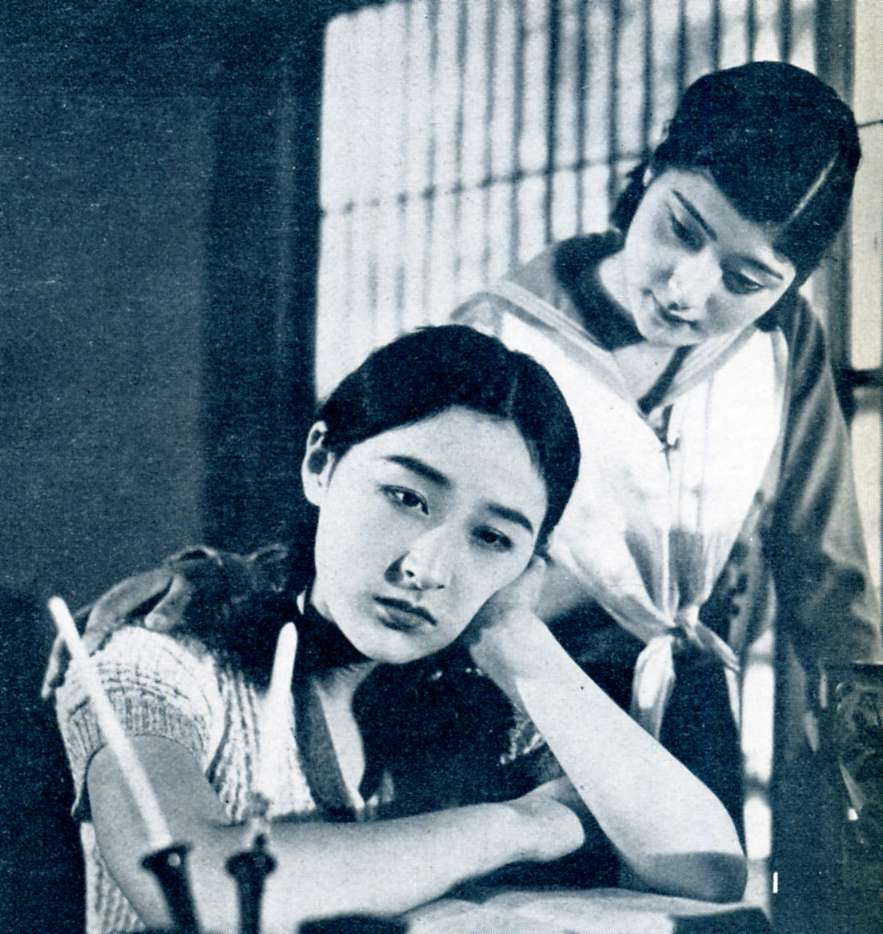
『隣の八重ちゃん』スチール写真。左が逢初夢子。右は高杉早苗

- 蝕める春（1932年）デビュー作　サウンド版
- 白夜は明くる（1932年）サイレント
- 不如帰（1932年）サイレント
- 非常線の女（1933年）サイレント
- 大学の若旦那（1933年）サイレント
- 港の日本娘（1933年）サイレント
- 東洋の母（1934年）
- 母を恋はずや（1934年）サイレント
- 隣の八重ちゃん（1934年）
- 街の暴風（1934年）サウンド版

日活＝協同映画時代
- 多情仏心（1934年）
- わたしがお嫁に行ったなら（1935年）
- 日像月像（1935年）
- 三つの真珠（1935年）サイレント

東京発声時代

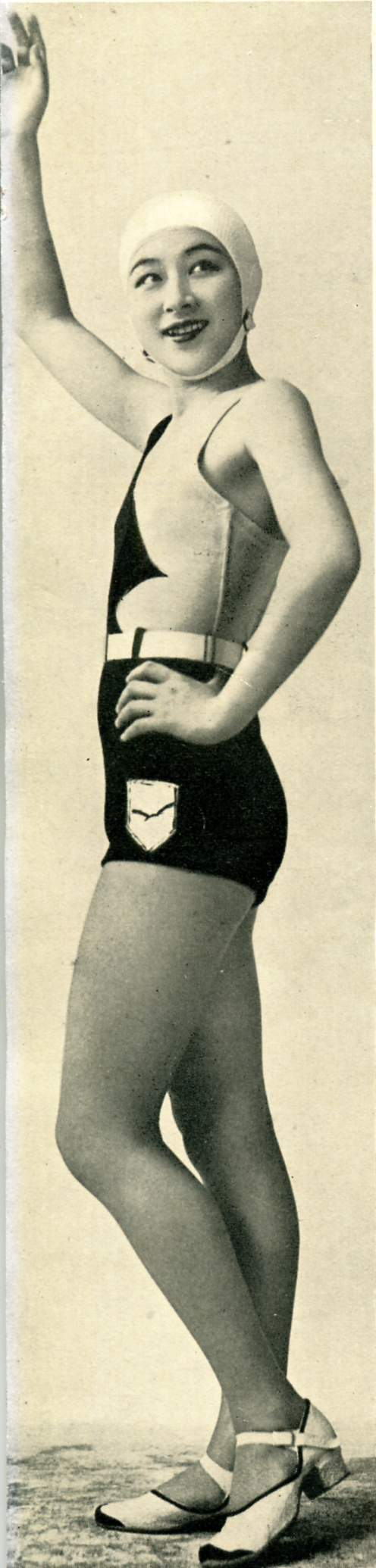
『映画情報』1934年8月号

- 乾杯!学生諸君（1935年）東京発声設立第一作
- 一本刀土俵入（1936年）
- 禍福（1937年　P.C.L作品）

- 泣蟲小僧（1938年）
- 太陽の子（1938年）

新興キネマ時代
- 応援歌（1938年）
- 人妻真珠（1938年）
- 亜細亜の娘（1938年）
- 日本の魂（1938年）
- 評判五人娘（1939年）
- 太平洋行進曲（1940年）
- 国姓爺合戦（1940年）
- 汪桃蘭の嘆き（1940年）
- 初春娘（1940年）
- 北極光（1941年）
- 嵐の中の乙女（1941年）

大映時代
- 思出の記（1942年）
- 奴隷船（1943年）
- 五重塔（1944年）
- 東海水滸伝（1945年）
- 彼と彼女は行く（1946年）

松竹大船時代
- 安城家の舞踏会（1947年）

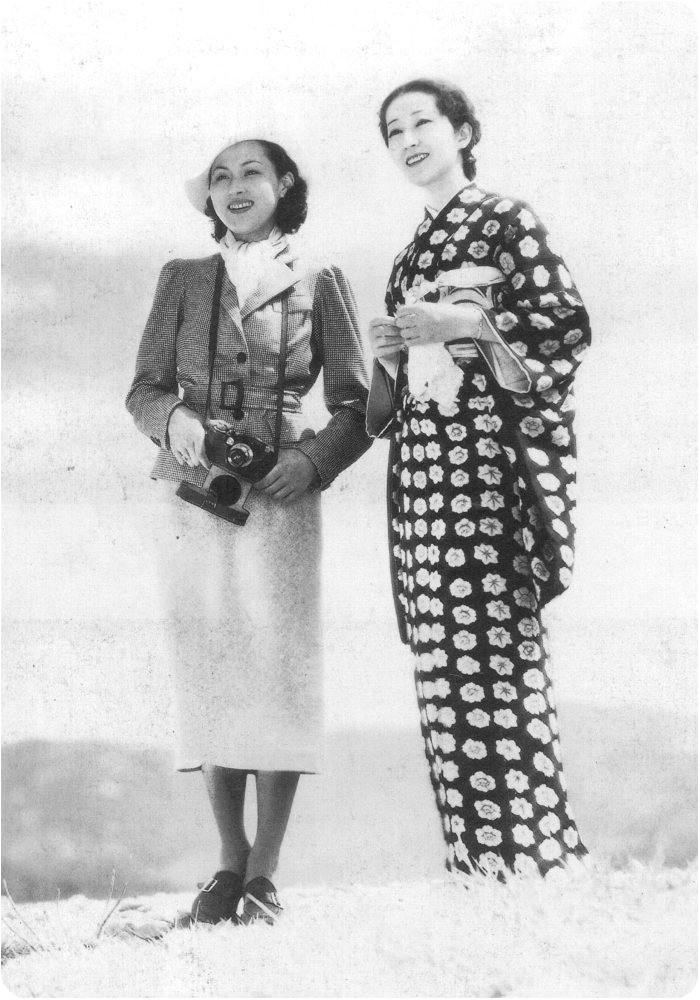
『禍福　前篇』1937年逢初夢子（左）、入江たか子

- 鐘の鳴る丘　第三篇クロの巻　佐々木啓祐（1949年）
- 怪奇黒猫組 第一部 雲霧仙人の巻（1955年）
- 怪奇黒猫組 第二部 白光飛剣の巻（1955年）
- 怪奇黒猫組 第三部 黒猫変化の巻（1955年）
- 霧の旗（1965年）

## 関連書籍
- 『日本映画スチール集 新興キネマ モダニズム篇』（立花忠男/編著、ワイズ出版、2002年1月） ISBN 4898301274